# Мост (округ)
Мост (чеськ. Okres Most) — адміністративно-територіальна одиниця в Устецькому краї Чеської Республіки. Адміністративний центр — місто Мост. Площа округу — 467,16 кв. км., населення становить 113 371 осіб.
До округу входить 26 муніципалітетів, з котрих 6  — міста.